# وبرت
وبرت (به فرانسوی: Vebret) یک کمون در فرانسه است که در Canton of Saignes واقع شده‌است.

## خصوصیات
وبرت ۲۴٫۴۳ کیلومترمربع مساحت و ۴۶۸ نفر جمعیت دارد و ۴۸۰ متر بالاتر از سطح دریا واقع شده‌است.